# Joseph Silk
Joseph Ivor Silk (* 3. Dezember 1942 in London) ist ein britisch-US-amerikanischer Astronom und ehemaliger Savilian-Professor für Astronomie an der University of Oxford.

## Leben und Werk
Joseph „Joe“ Silk studierte an der Universität Cambridge mit dem Master-Abschluss 1963 und wurde 1968 an der Harvard University in Astronomie promoviert. 1968/69 war er Research Fellow an der Universität Cambridge und war 1969/70 Research Associate an der Princeton University. 1970 wurde er Assistant Professor und 1978 Professor für Astronomie an der University of California, Berkeley, an der er 1989 auch Physik-Professor wurde. 1999 bis 2011 war er Savilian Professor in Oxford. Er ist Emeritus Fellow am New College in Oxford. 2010 wurde er Homewood Professor für Physik und Astronomie an der Johns Hopkins University.
1975/76 war er am Institute for Advanced Study und 1982/83 am Institut für Astrophysik (IAP) der Universität Paris VI (Pierre et Marie Curie) in Paris, an dem er auch seit 2011 forscht und lehrt. Er lehrt auch ab 2015 am Gresham College.
Silk hat über 500 Artikel in Fachzeitschriften veröffentlicht, darunter auch viele in Nature und Science, vorrangig über Galaxienbildung und Kosmologie. Er befasste sich mit Inhomogenitäten in der Kosmischen Hintergrundstrahlung und beschrieb dabei erstmals die nach ihm benannte Silk-Dämpfung. 
Er schlug neue indirekte Methoden der Entdeckung Dunkler Materie und ihrer Eigenschaften vor.
Aus dem unterschiedlichen Verhalten Dunkler Materie in kleinen Galaxien und großen Galaxienclustern sah Silk 2005 Hinweise auf große Extra-Dimensionen (sechs räumliche Dimensionen statt der beobachteten drei, wobei die zusätzlichen drei Dimensionen Ausdehnungen im Nanometer-Bereich haben, ähnlich wie im Randall-Sundrum-Modell), die die Gravitationskraft im Nanometerbereich ändern. Die Stärke der Selbstwechselwirkung dunkler Materie ist in kleinen Galaxien größer als in Galaxienclustern, was nach Silk dem Wirken der Extradimensionen im Nanometerbereich zuzuschreiben ist. Da sich die dunkle Materie in großen Clustern schneller bewegt spürt sie dort die stärkere Anziehung im Nahbereich weniger.
Er ist auch als gefragter Vortragender bekannt und als Autor für populärwissenschaftliche Bücher.

## Ehrungen und Preise
- 1972 bis 1974 Sloan Research Fellow
- 1975/76 Guggenheim Fellow
- 1995: Fellow der American Physical Society
- 1999 Fellow der Royal Society
- 2007: Aufnahme in die American Academy of Arts and Sciences
- 2008: Goldmedaille der Royal Astronomical Society
- 2011: Balzan-Preis für seine Untersuchungen zum frühen Universum (Von der Planckzeit zu den ersten Galaxien)[4]
- 2014: Mitglied der National Academy of Sciences[5]
- 2018: Henry Norris Russell Lectureship
- 2019: Gruber-Preis für Kosmologie
- 2023: Amaldi-Medaille

Er ist Fellow der American Association for the Advancement of Science und der Royal Astronomical Society.

## Bücher
- The infinite Cosmos: Questions from the frontiers of cosmology, Oxford University Press, 2006, deutschsprachige Ausgabe dazu: Das fast unendliche Universum: Grenzfragen der Kosmologie, C.H.Beck, München, 2006
- On the Shores of the Unknown: A Short History of the Universe, Cambridge University Press, 2005, deutschsprachige Ausgabe dazu: Die Geschichte des Kosmos: Vom Urknall bis zum Universum der Zukunft, Spektrum Akademischer Verlag, Heidelberg, 1996
- The Big Bang, W.H. Freeman and Company, New York, 1989, deutschsprachige Ausgabe dazu: "Der Urknall", Birkhäuser-Springer Verlag, 1990
- Cosmic Enigmas, Springer, 1994 (auch The left hand of creation, Oxford UP 1994)

## Aufsätze (Auswahl)
- Fluctuations in the Primordial Fireball, Nature, Band 215, 1967, S. 1155–1156
- Cosmic black-body radiation and galaxy formation, Astroph. J., Band 151, 1968, S. 459–471 (Silk-Dämpfung)
- mit S.M. Lea, E. Kellogg u. a.: Thermal-Bremsstrahlung Interpretation of Cluster X-Ray Sources, Astrophysical Journal, Band 184, 1973, L105-L111
- On the fragmentation of cosmic gas clouds. I-The formation of galaxies and the first generation of stars, Astroph. J., Band 211, 1977, S. 638–648
- mit M.L. Wilson: Residual Fluctuations in the Matter and Radiation Distribution after the Decoupling Epoch, Physica Scripta, Band 21, 1980, S. 708–713
- mit J. Richard Bond, George Efstathiou: Massive neutrinos and the large-scale structure of the universe, Phys. Rev. Lett., Band 45, 1980, S. 1980–1984
- mit C. Norman, Clumpy Molecular Clouds: A Dynamic-Model Self-consistently Regulated by T Tauri Star Formation, Astrophysical Journal, Band 238, 1980, S. 158–174
- mit M.L. Wilson: On the Anisotropy of the Cosmological Background Matter and Radiation Distribution. I. The Radiation Anisotropy in a Spatially Flat Universe, Astrophysical Journal, Band 243, 1981, S. 14–25
- mit N. Vittorio: Fine-Scale Anisotropy of the Cosmic Microwave Background in a Universe Dominated by Cold Dark Matter, Astrophysical Journal, Band 285, 1984, L39-L43
- mit M. Srednicki: Cosmic-Ray Antiprotons as a Probe of a Photino-Dominated Universe, Physical Review Letters, Band 53, 1984, S. 624–627
- mit Keith Olive, M. Srednicki: The Photino, the Sun, and High-Energy Neutrinos, Physical Review Letters, Band 55, 1985, S. 257–259
- mit  Avishai Dekel: The origin of dwarf galaxies, cold dark matter, and biased galaxy formation, Astroph. J., Band 303, 1986, S. 39–55
- mit Martin White, Douglas Scott: Anisotropies in the cosmic microwave background, Annual Review of Astronomy and Astrophysics, Band 32, 1994, S. 319–370
- mit W. Hu, N. Sugiyama: The Physics of Microwave Background Anisotropies, Nature, Band 386, 1997, S. 37–43
- mit Max Tegmark, M. J. Rees u. a.: How Small Were the First Cosmological Objects?, Astrophysical Journal, Band 474, 1997, S. 1–12
- mit E. Gawiser: Extracting Primordial Density Fluctuations, Science, Band 280, 1998, S. 1405–1411
- mit M.J. Rees: Quasars and Galaxy Formation, Astronomy & Astrophysics, Band 31, 1998,  L1-L4
- mit P. Gondolo: Dark Matter Annihilation at the Galactic Center, Physical Review Letters, Band 83, 1999, S. 1719–1722
- mit Gianfranco Bertone, Dan Hooper: Particle dark matter: Evidence, candidates and constraints, Physics Reports, Band 405, 2005, S. 279–390